# Monti di Fayat
I monti di Fayat (in lingua francese Monts de Fayat) costituiscono un piccolo massiccio appartenente al Massiccio centrale, situato a sud del dipartimento dell'Alta Vienna e in prossimità del dipartimento della Corrèze, delimitato ad est dalla Brianza, che lo separa dall'altopiano di Millevaches e, ad est, dai monti di Châlus. Scinde in due parti l'altopiano limosino, la parte più grande, al nord, disposta su più livelli attorno alla valle del fiume Vienne, l'altra parte, a sud, delimitata dalla valle della Vézère. Quest'ultima parte costituisce, in tal senso, il punto più elevato dell'altopiano (circa 500 m di altezza in prossimità di Masseret).

## Geografia

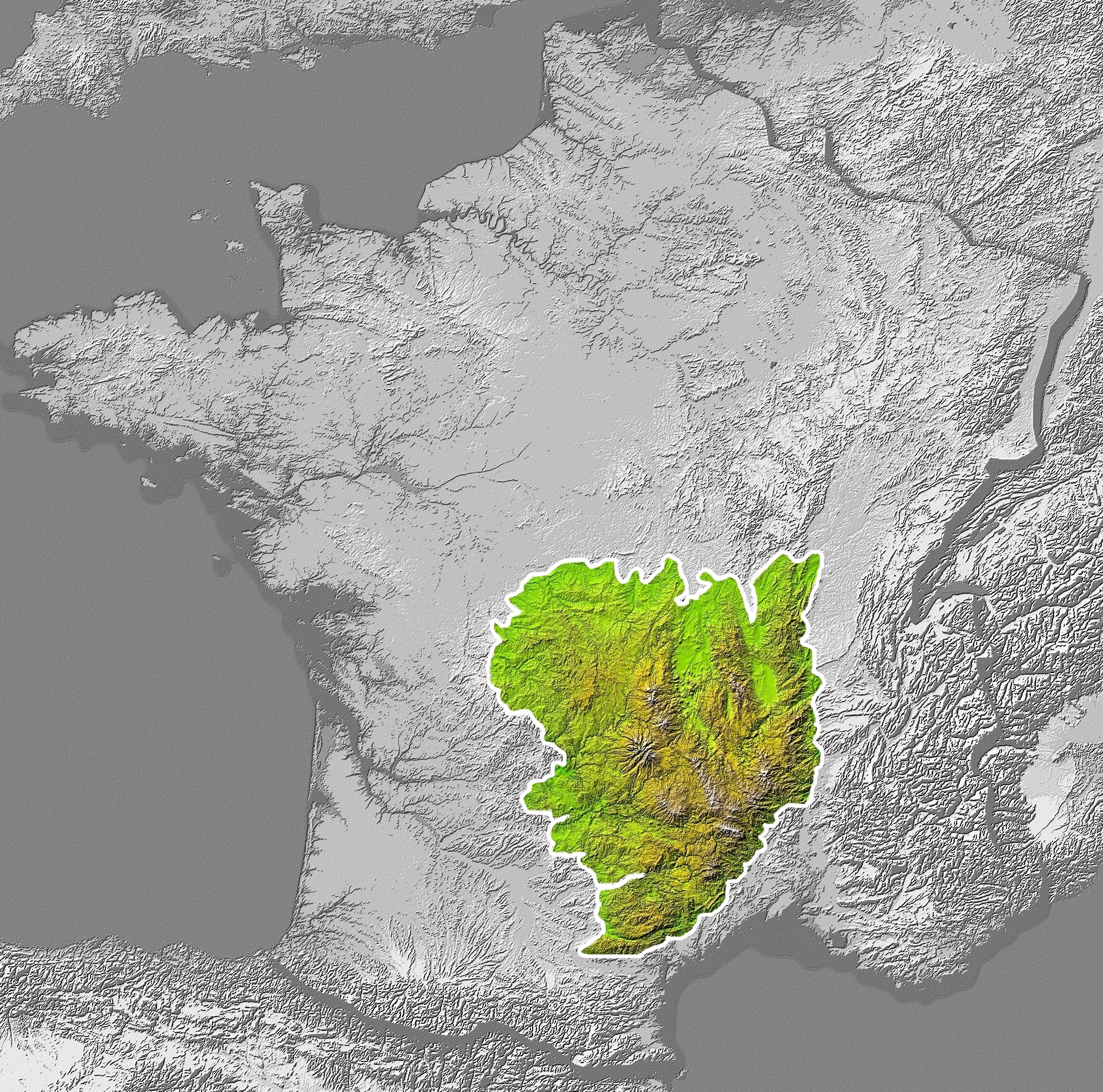
Massiccio centrale

In gran parte ricoperto dalla foresta di Fayat, il Puy de Bar costituisce il suo apice (534 m), il quale è situato nel comune di Château-Chervix. Il massiccio deve il suo nome al paesino di Fayat, nel comune di Château-Chervix, che probabilmente deriva dal latino fagus, faggio.
Da est ad ovest, il massiccio si estende su sei comuni: Meuzac, Château-Chervix, Coussac-Bonneval, Saint-Priest-Ligoure, La Roche-l'Abeille e Saint-Yrieix-la-Perche.
Si protrae ad est verso i contrafforti dell'altopiano di Millevaches, in particolare ricordiamo il mont Gargan, al quale, talvolta, lo si inserisce.
Si caratterizza per un'antica presenza mineraria (fabbrica di mattoni, miniere d'oro e di caolino), dato che si trova nelle vicinanze della città di Saint-Yrieix-la-Perche, famosa per essere stata il primo sito operativo francese di caolino, nel XVIII secolo.